# Dviine, Novotroiițke
Dviine (în ucraineană Двійне) este un sat în comuna Cikalove din raionul Novotroiițke, regiunea Herson, Ucraina.

## Demografie
Componența lingvistică a localității Dviine
     Ucraineană (87,91%)
     Rusă (10,44%)
     Belarusă (1,47%)
     Alte limbi (0,18%)
Conform recensământului din 2001, majoritatea populației localității Dviine era vorbitoare de ucraineană (87,91%), existând în minoritate și vorbitori de rusă (10,44%) și belarusă (1,47%).